# Население Колумбии

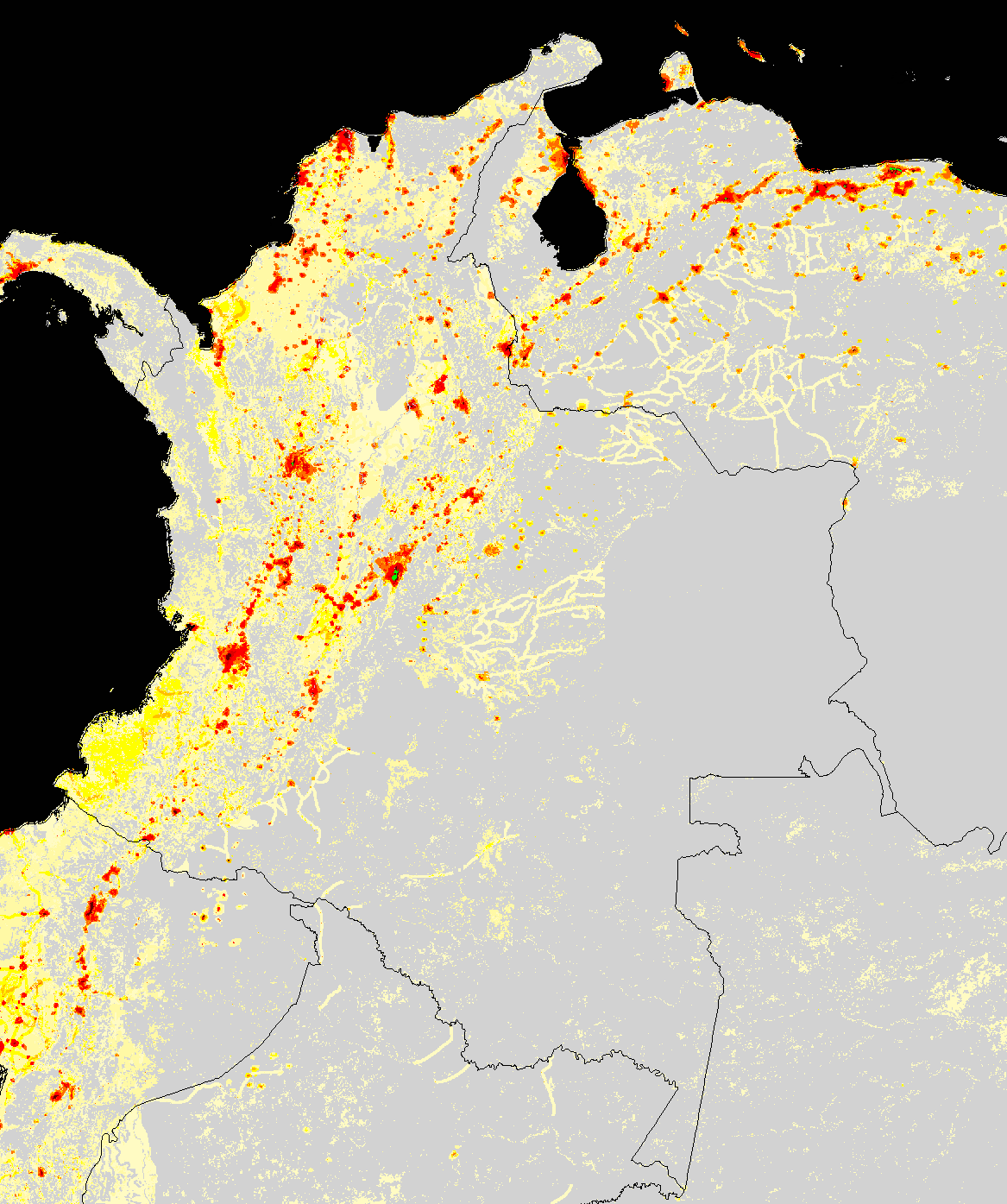
Плотность населения Колумбии. Красным цветом отмечены наиболее плотнонаселённые районы

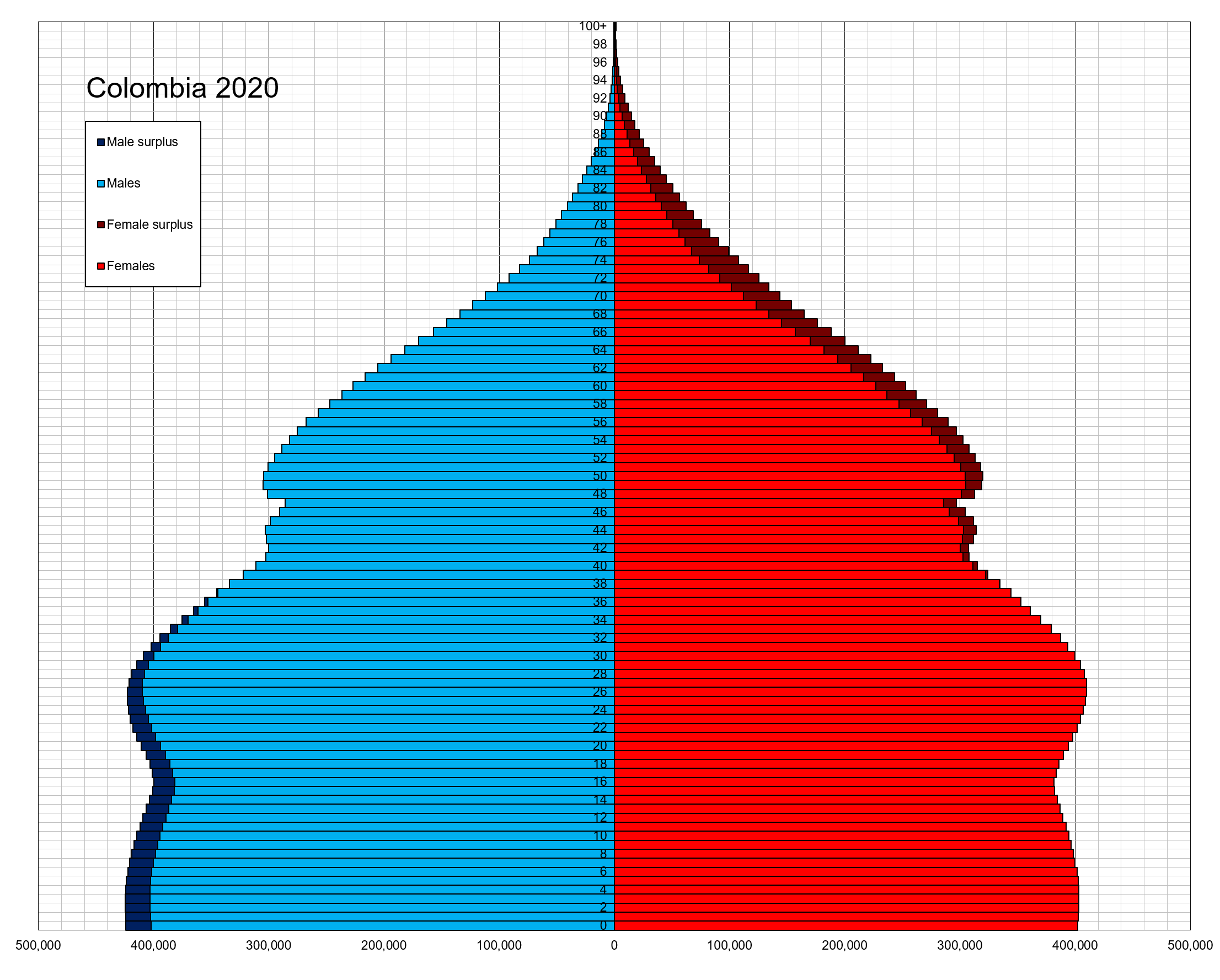
Возрастно-половая пирамида населения Колумбии на 2020 год

Численность населения Колумбии в 2017 году составила 49,07 млн. человек — без учёта неохваченных переписью мелких индейских племён, проживающих в труднодоступных районах Анд и заболоченных джунглях юга страны. Испанские колонизаторы вступали в браки с коренными жителями (индейцами), и сейчас их потомки, метисы, составляют 58 % всего населения Колумбии. Кроме них страну населяют также представители европеоидной расы — 20 %, мулаты (потомки негров и европейцев) — 14 %, негры — 4 %, потомки смешанных браков индейцев и негров — 3 %, индейцы — 1 %(численность лиц индейского происхождения примерно сопоставимо с доколониальной). Наиболее плотно заселены долины Анд и плато.
| Год            | Население  |
| -------------- | ---------- |
| 1              | 100 000    |
| 1500           | 1 000 000  |
| 1800           | 2 000 000  |
| 1900           | 3 894 000  |
| 2000           | 39 686 000 |
| 2050 (прогноз) | 72 586 000 |
| 2100 (прогноз) | 41 669 000 |

Уровень урбанизации составляет — 70,3 %. Ежегодный прирост населения — 1.56 %. Средняя продолжительность жизни — 75,12 лет для женщин и 67,3 года для мужчин. Процент грамотного населения в городах — 93 %, в сельских районах — 67 %.
Большинство жителей Колумбии — католики (79 %). В стране растёт число протестантов (от 10 % до 17 % населения), в первую очередь это пятидесятники (2,9 млн). Также, в Колумбии сохранились традиционные религии; среди мигрантов имеются мусульмане, индуисты, буддисты. Примерно 1,1 млн жителей страны нерелигиозны.